# میا سانتورومیتو
میا سانتورومیتو (انگلیسی: Mia Santoromito؛ زادهٔ ۲۹ مارس ۱۹۸۵) بازیکن واترپلو زن اهل استرالیا است.